# Richard Farnsworth
Richard W. Farnsworth (Los Angeles, Califòrnia, 1 de setembre de 1920 – Lincoln, Nou Mèxic, 6 d'octubre de 2000) va ser un actor estatunidenc.

## Carrera
Abans d'iniciar la seva carrera com a actor era especialista, especialment en els anys seixanta. Encara que sempre ha estat un actor de segona fila va ser nominat per l'Oscar al millor actor secundari el 1979 amb  Arriba un genet. Apareix en la pel·lícula de Rob Reiner Misery i la minisèrie  canadenca Anne of Green Gables on va interpretar el paper de Matthew Cuthbert.
Farnsworth té una estrella al Passeig de la Fama de Hollywood el 1560 de Vine Street.
Es va fer famós pel públic en general el 1999 per l'actuació commovedora en la pel·lícula de David Lynch Una història de debò, que va rebre una nominació a l'Oscar al millor actor.

## Mort
A principis dels anys noranta se li va diagnosticar càncer de pròstata. Abans de la pel·lícula Una història de debò se li va diagnosticar un càncer d'ossos en fase terminal. Va interpretar aquesta pel·lícula amb gran patiment.
Es va suïcidar el 2000 un any després de l'estrena de la pel·lícula, a l'edat de 80 anys, disparant-se un tret a l'interior del seu ranxo a Lincoln, Nou Mèxic. Va ser enterrat amb la seva dona Margaret Hill, que va morir el 1985 a Los Angeles.

## Filmografia
- A Day at the Races de Sam Wood (1937)
- The Adventures of Marco Polo, dirigida per Archie Maig (1938)
- Gunga Din de George Stevens (1939)
- Allò que el vent s'endugué, dirigida per Victor Fleming (1939)
- Això és l'exèrcit (This Is the Army), dirigida per Michael Curtiz (1943)
- Riu Vermell (Red River), dirigida per Howard Hawks (1948)
- El gran goril·la (Mighty Joe Young), dirigida per Ernest B. Schoedsack (1949)
- Arena, dirigida per Richard Fleischer (1953)
- Monte Walsh (1970)
- The Life and Times of Judge Roy Bean, dirigida per John Huston (1972)
- Els cowboys (1972)
- Un autre homme, une autre chance de Claude Lelouch 1977
- Arriba un genet (Comes a Horseman) (1978)
- Resurrection, dirigida per Daniel Petrie (1980)
- El millor (The Natural) (1984)
- Into the Night (1985)
- Anne of Green Gables (1985) - Sèrie de televisió
- Misery, dirigida per Rob Reiner (1990)
- The Two Jakes (1990)
- Havana  (1990)
- Highway to Hell (1991)
- La fugida (The Getaway) (1994)
- The Straight Story (1999)

## Premis i nominacions

### Nominacions
- 1979: Oscar al millor actor secundari per Arriba un genet
- 1984: Globus d'Or al millor actor dramàtic per The Grey Fox
- 1986: Globus d'Or al millor actor secundari en minisèrie o telefilm per Chase
- 2000: Oscar al millor actor per Una història de debò
- 2000: Globus d'Or al millor actor dramàtic per Una història de debò